# Sheer Passion
Pour les articles homonymes, voir Sheer.
Pour plus de détails, voir Fiche technique et Distribution.
Sheer Passion (littéralement : Pure Passion) est un film américain réalisé par John Quinn, sorti en 1998.

## Fiche technique
- Titre : Sheer Passion
- Réalisation : John Quinn
- Scénario : David Keith Miller
- Producteur : William Burke
- Producteur exécutif : Edward Holzman, Eric S. Deutsch
- Production :
- Distributeur :
- Musique : Chris Anderson, Carl Schurtz
- Pays de production :  États-Unis
- Langue d'origine : Anglais américain
- Lieux de tournage :
- Genre : Thriller érotique
- Durée : 1 h 33
- Date de sortie : 
  - États-Unis : 1998

## Distribution
- Jodie Fisher : Dana
- Clayton Norcross : Stefan
- Lisa Boyle : Terri
- Shyra Deland : Christi
- Jonathan Fraser : Ned
- Lisa Enochs : la réceptionniste
- Jordan Foster : l'ambulancier
- Carey Goldstein : l'ambulancier
- Ginger Justin : Moira
- Newton Kaneshiro : Jeremy
- Craig Kvinsland : Frank
- Adoni Maropis : Paolo
- Charles Martinet : Lou
- Linda O'Neal : Kitty
- Robert O'Rourke : le détective